# Son résultant
 (juillet 2011).
Si vous disposez d'ouvrages ou d'articles de référence ou si vous connaissez des sites web de qualité traitant du thème abordé ici, merci de compléter l'article en donnant les références utiles à sa vérifiabilité et en les liant à la section « Notes et références ».

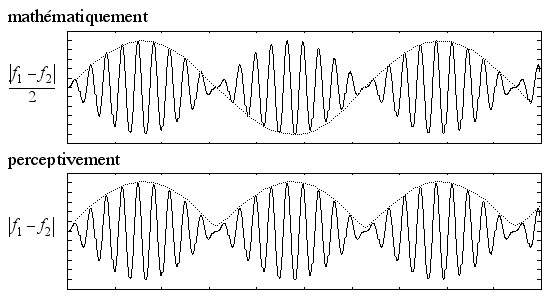
Perception des battements et du son différentiel

En acoustique, un son résultant ou son différentiel (appelé aussi son concomitant) est un son ou une note de musique produit par l'interaction de deux sons simultanés, que l'on explique essentiellement par le phénomène de battement.
C'est un troisième son bien plus faible que les deux premiers qui reste audible et correspond à leur différence acoustique.
Les sons résultants sont responsables des sonorités distinctives (appelées « couleurs ») des tempéraments pour peu que l'on soit en polyphonie.

## Exemples
Lorsque l'oreille entend simultanément deux sons de fréquences proches, elle perçoit un battement. Quand les fréquences sont plus éloignées elle entend distinctement ces deux sons avec en plus un son résultant, égal à la différence des deux premiers.
Pour bien entendre de quoi il s'agit, il suffit de porter à la bouche deux embouchures identiques de flûtes à bec et d'abaisser la fréquence de l'un des deux sons en obstruant partiellement la sortie avec un doigt. Pour une obstruction à peine sensible, on produit des battements. En augmentant l'obstruction, la fréquence des battements augmente jusqu'à ce qu'elle entre dans le domaine audible. On entend alors un bourdonnement dans l'extrême grave, dont la fréquence augmente au fur et à mesure que la fréquence produite par l'embouchure obstruée diminue. Le son différentiel devient très présent dès que sa fréquence le situe dans les tessitures musicales habituelles.
Il est possible de reproduire une mélodie en sons résultants des harmoniques naturels joués très justes à au moins deux instruments. Voici un exemple de mélodie résultant d'harmoniques joués à sept saxophones.

## Utilisation en organologie
Par exemple, un intervalle de tierce pure, de rapport 5/4, va émettre un son résultant de 5/4-1=1/4, soit la note du bas, mais deux octaves en dessous. Par exemple do4-mi4 permettent d'entendre un do2, très ténu. Pour faire faire cette expérience, il vaut mieux utiliser des instruments timbrés et aigus : la flûte à bec est un parfait moyen de mettre ce phénomène en évidence. Toutefois, il faut que le souffle des joueurs soit parfaitement stable et la précision de justesse grande, le son résultant évoluant très rapidement selon la justesse relative des deux notes.
Ce phénomène a été utilisé en particulier dans les orgues mécaniques (limonaires), afin de pallier l'absence, par souci d'économie, de certains tuyaux de basse. On entend vraiment un tuyau qui n'existe pas, un tuyau virtuel, en quelque sorte. Il est aussi utilisé dans certains registres de grands orgues.
Il s'agit du même phénomène d'interférence que le battement, mais d'une fréquence plus élevée, audible alors en tant que son musical, et non plus en tant que variation périodique d'amplitude (voir Justesse des tierces).

## Diplophonie
Ce phénomène est connu en oto-rhino-laryngologie sous le nom de voix bitonale ou de diplophonie: un sujet dont une des deux cordes vocales est dysfonctionnelle produit une voix dont le fondamental est double. On a émis l'hypothèse que le même phénomène pourrait survenir au moins dans certaines conditions physiologiques. Par exemple lorsqu'un sujet qui contrôle habituellement sa voix par l'écoute dominante de l'oreille droite devrait - pour une raison quelconque - utiliser préférentiellement son autre oreille.

## Histoire
Le phénomène de son différentiel a été découvert indépendamment par plusieurs théoriciens :
- Giuseppe Tartini découvre le phénomène dit du troisième son durant son séjour dans l’actuel Teatro delle Muse à Ancône, en 1714[4].
- Georg Sorge en 1745[1],
- Jean Baptiste Romieu en 1751[1],
- Le ton differentiel est expliqué dans le livre de Serge Cordier "Le piano bien tempéré et la justesse orchestrale"